# Eremonotus nudus
Eremonotus nudus là một loài ruồi trong họ Asilidae. Eremonotus nudus được Theodor miêu tả năm 1980. Loài này phân bố ở vùng Cổ Bắc giới.